# HMS B2
HMS B2 – brytyjski okręt podwodny typu B. Zbudowany w latach 1904–1905 w Vickers, Barrow-in-Furness, gdzie okręt został wodowany 30 października 1905 roku. Rozpoczął służbę w Royal Navy 9 grudnia 1905 roku. Pierwszym dowódcą został Lt. P.B. O'Brien.
14 października 1912 roku HMS B2 razem z kilkoma innymi okrętami podwodnymi brał udział w ćwiczeniach w kanale La Manche. Około 4 mil na północny wschód od Dover, okręt zderzył się z niemieckim statkiem pasażerskim SS Amerika. SS „Amerika” płynął do portu Dover w czasie podróży z Hamburga do Nowego Jorku. Uderzył w wynurzający się okręt B2, którego nadbudówka została zniszczona i okręt natychmiast zatonął. Z załogi ocalał tylko Lt. Richard I. Pulleyne.